# الکساندرا کادانتو
 الکساندرا کادانتو (انگلیسی: Alexandra Cadanțu؛ زادهٔ ۳ مهٔ ۱۹۹۰) یک تنیس‌باز اهل رومانی است. 